# George Hauptfuhrer
George Jost Hauptfuhrer, Jr. (Abington, Pensilvania, 1 de agosto de 1926 - Vero Beach, Florida, 2 de agosto de 2013) fue un jugador de baloncesto estadounidense. Con 1,91 metros de estatura, jugaba en la posición de pívot.

## Trayectoria deportiva

### Universidad
Jugó dos temporadas con los Cardinals de la Universidad de Louisville, de donde fue transferido a los Crimson de la Universidad de Harvard, donde además de baloncesto, practicó fútbol americano y atletismo. En su primera temporada batió el récord de la universidad en anoación al lograr 393 puntos en 25 partidos, 15,7 por partido, siendo elegido capitán para su última temporada, en la que promedió 13,8 puntos por encuentro, siendo en ambas incluido en el segundo mejor quinteto de la Ivy League.

### Profesional
Fue elegido en la tercera posición del Draft de la BAA de 1948 por Boston Celtics, pero en vez de jugar profesionalmente al baloncesto prefirió asistir a la facultad de Derecho de la Universidad de Pensilvania donde se graduó en 1951 con honores, incorporándose a un bufete de abogados.